# برج جوزا
بُرج جَوزا (دوپیکر، یونیکد: ♊)، (به انگلیسی: Gemini) سومین برج فلکی از دائرةالبروج است.
جوزا، سومین برج [خانه] خورشید، قوسی ۳۰ درجه از دائرةالبروج است. این برج خط سیر خورشید در خرداد ماه به مدت ۳۱روز و ۰۷ساعت و ۵۲دقیقه و نام دیگر این ماه در گاهشماری خورشیدی نیز می‌باشد. میانگین شبانه‌روز لحظه تحویل برج جوزا ساعت ۱۰:۰۳ روز ۳۱ اردیبهشت است.
دو هزار سال پیش این برج، بیشتر از زمینه صورت فلکی جوزا (دوپیکر) می‌گذشت و به همین نام باقی ماند؛ ولی امروزه از زمینه صورت فلکی ثور (گاو) می‌گذرد.
کلمهٔ جوزا به معنی دوپیکر است.

## نگارخانه
|  |  |  |